# Stade Vélodrome
Stade Vélodrome (od lipca 2016 Orange Vélodrome) – stadion piłkarski w Marsylii, stanowiący własność miasta, z czterema trybunami o łącznej pojemności 67 394 miejsc (2. miejsce wśród tego typu aren we Francji, po Stade de France), domowy obiekt Olympique Marsylia. Wybudowany w latach 1935–1937, a następnie kilkukrotnie przebudowywany (główne rozbudowy: 1971, 1983, 1997–1998, 2011–2014).
Na stadionie tym rozgrywano pojedynki pięciu wielkich turniejów piłkarskich: Mistrzostw Świata 1938 (2 spotkania), Mistrzostw Europy 1960 (2 spotkania), Mistrzostw Europy 1984 (2 spotkania), Mistrzostw Świata 1998 (7 meczów) oraz Mistrzostw Europy 2016 (6 meczów). W 2007 odbyły się na nim 6 spotkań Pucharu Świata w Rugby.

## Historia
Decyzja o budowie stadionu została podjęta przez władze Marsylii po przyznaniu Francji prawa organizacji Mistrzostw Świata 1938, a plan inwestycji został zatwierdzony w 1934. Zgodnie z nim, w przeciągu kilkunastu miesięcy miał powstać nowoczesny obiekt przy jednej z głównych alei miasta – Le boulevard Michelet, prowadzącej od centrum na południe, w kierunku morza, na terenach dawnych koszar miejskich. Przyjęto założenie, że budowla będzie pełniła - bardzo wówczas modną - funkcję piłkarską i kolarską, dlatego futbolowe boisko otaczał betonowy tor do kolarstwa torowego (stąd nazwa obiektu). Prace wykonawcze rozpoczęto 28 kwietnia 1935, a zakończono w maju 1937. W ceremonii otwarcia wzięło udział ponad 30 000 widzów, a zwieńczyło ją towarzyskie spotkanie piłkarskie, w którym miejscowy Olympique pokonał włoskie Torino 2:1. Władze miasta zakładały, że obiekt powstaje z myślą o piłkarzach OM, którzy od 1904 rozgrywali swoje mecze na - o połowę mniejszym – Stade de l'Huveaune (ufundowanym częściowo przez kibiców). Mimo początkowej niechęci klubu, od 1937 Stade Vélodrome stanowi domowy stadion OM.
Oprócz meczów piłkarskich i wyścigów kolarskich na Stade Vélodrome organizowane były: walki bokserskie, mitingi lekkoatletyczne, spotkania rugby oraz koncerty muzyczne.
Pierwsza znacząca przebudowa miała miejsce przed Mistrzostwami Europy 1984. Podczas tego turnieju Stade Vélodrome był m.in. areną spotkania półfinałowego, w którym Francja pokonała Portugalię 3:2, dzięki czemu po raz pierwszy awansował do finału wielkiej imprezy. W 1985 usunięto ostatni element toru kolarskiego – eliptyczne łuki.
W latach 1997–1998 rozbudowano trybuny z myślą o Mistrzostwach Świata 1998. Stadion zyskał wówczas swą unikalną formę z trzema płaskimi, piętrzącymi się jeden nad drugim poziomami trybun. Wyjątkowy kształt i pojemność ponad 60 tys. miejsc przysporzyła mu sławy, ale wśród miejscowych budził mieszane uczucia. Oferował bowiem nie najlepszą widoczność, słabą akustykę i nie dawał ochrony przed ostrym słońcem oraz porywistym morskim wiatrem. Rozegrany tutaj premierowy mecz Francuzów podczas mundialu 1998 (wygrana 3:0 z RPA) był pierwszym spotkaniem reprezentacji „trójkolorowych” od półfinałowej potyczki z Portugalią w 1984.
Na początku XXI wieku ruszyło planowanie kolejnej modernizacji, obejmującej przede wszystkim zadaszenie trybun. Od 2003 nie udawało się wdrożyć żadnej z kilku koncepcji, a przełom dało dopiero zwycięstwo Francji w walce o Euro 2016. W pracowni SCAU powstał zwycięski projekt rozbudowy trybun wzdłuż boiska (zachodnia od podstaw), a także zadaszenia całości imponującym „parasolem”. Dynamicznie uformowany stadion był gotowy po trzech latach od rozpoczęcia prac, a jego koszt rozbudowy wyniósł 268 mln €. Wydatki poniósł prywatny operator, który jednak otrzymał gwarancję spłaty przez samorząd na przestrzeni 30 lat. Oficjalne ukończenie przebudowy nastąpiło w październiku 2014.

## Trybuny
- trybuna Gustave’a Ganaya – 22 398 miejsc (loże z 1 882 miejscami dla VIP-ów),
- trybuna Jeana Bouina – 12 300 miejsc,
- trybuna północna (trybuna Virage nord Patrice’a de Perettiego) – 13 800 miejsc,
- trybuna południowa (trybuna Virage sud Chevaliera Roze'a) – 13 800 miejsc.

## Mecze Mistrzostw Świata

### Mistrzostwa Świata w Piłce Nożnej 1938
- Włochy - Norwegia 2:1
- Włochy - Brazylia 2:1

### Mistrzostwa Świata w Piłce Nożnej 1998
- Francja - RPA 3:0
- Anglia - Tunezja 2:0
- Holandia - Korea Południowa 5:0
- Norwegia - Brazylia 2:1
- Włochy - Norwegia 1:0
- Holandia - Argentyna 2:1
- Brazylia - Holandia 1:1 (karne: 4–2)